# Леона Парамински
Леона Парамински (Загреб, 22. август 1979) хрватска је филмска, телевизијска и позоришна глумица.
Леона је завршила основну и средњу школу у Врбовцу. Завршила је и академију.
У браку је са Тином Комљеновићем, а венчали су се 10. маја 2012. године.

## Филмографија

### Филмске улоге
| Год   | Назив                     | Улога           |
| ----- | ------------------------- | --------------- |
| 1999. | Богородица                | Радина жена     |
| 1999. | Четвероред                | Сестра у дворцу |
| 2000. | Винко на крову            |                 |
| 2000. | Најмањи човјек на свијету |                 |
| 2000. | Небо, сателити            | Јелена          |
| 2001. | Полагана предаја          |                 |
| 2002. | Суша                      |                 |
| 2002. | Презимити у Рију          | Моника          |
| 2003. | Испод црте                | Зринка          |
| 2003. | Лети, лети                | Дина            |
| 2004. | Дружба Исусова            | Грофица Мариа   |
| 2004. | Секс, пиће и крвопролиће  |                 |
| 2005. | Под ведрим небом          | Наркоманка      |
| 2005. | Мртви кутови              | Ана             |
| 2007. | Право чудо                | Сања            |
| 2009. | Тулум                     | Она             |
| 2011. | Мезанин                   | Она             |
| 2013. | Није све у лови           | Дијана          |

### Телевизијске улоге
| Год         | Назив                     | Улога                     |
| ----------- | ------------------------- | ------------------------- |
| 2004.       | Освајања Људевита Посавца |                           |
| 2007.       | Обични људи               | Долорес Павловић Череншек |
| 2007—2008.  | Добре намјере             | Лада Банов Колић          |
| 2009; 2010. | Најбоље године            | Мајда Ботица              |
| 2011—2012.  | Лоза                      | Маја Гумулин              |
| 2013—2014.  | Тајне                     | Инспекторка Ана           |
| 2014—2015.  | Будва на пјену од мора    | Мила Ковач                |
| 2015.       | Сјенке прошлости          | Ламија (млађа)            |
| 2019.       | Сенке над Балканом        | Марија Оршић              |